# Sunlaojia
Sunlaojia (kinesiska: 孙老家镇, 孙老家) är en köping i Kina. Den ligger i provinsen Shandong, i den östra delen av landet, omkring 240 kilometer sydväst om provinshuvudstaden Jinan. Antalet invånare är 44338. Befolkningen består av 22 644 kvinnor och 21 694 män. Barn under 15 år utgör 22,0 %, vuxna 15-64 år 66 %, och äldre över 65 år 10,0 %.
Genomsnittlig årsnederbörd är 778 millimeter. Den regnigaste månaden är juli, med i genomsnitt 192 mm nederbörd, och den torraste är januari, med 6 mm nederbörd.